# Gun Runner
Gun Runner è un film del 1949 diretto da Lambert Hillyer.
È un western statunitense con Jimmy Wakely, Dub Taylor, Noel Neill e Mae Clarke.

## Produzione
Il film, diretto da Lambert Hillyer su una sceneggiatura di J. Benton Cheney, fu prodotto da Louis Gray per la Monogram Pictures e girato nella seconda metà di novembre del 1948.

## Distribuzione
Il film fu distribuito negli Stati Uniti dal 30 gennaio 1949 al cinema dalla Monogram Pictures.

## Promozione
Le tagline sono:
- HE'S THE BAD-MEDICINE MAN OF UNTAMED INDIAN TERRITORY! Singin' Jimmy throws a six-gun band on every renegade of the wild frontier
- SINGIN' JIMMY'S SLINGIN' LEAD... in trigger round-up of frontier smuggler gang!
- Gun-Justice... for Frontier Renegades!
- GUN-TROUBLE IN INDIAN TERRITORY! Singin' Jimmy Blasts Ruthless Smuggler Gang!